# آیات شیطانی
آیات شیطانی (به انگلیسی: The Satanic Verses) چهارمین رمان سلمان رشدی نویسنده هندی تبار بریتانیایی- آمریکایی است. این کتاب برای اولین بار در سپتامبر ۱۹۸۸ منتشر شد و از زندگی محمد، پیامبر اسلام الهام گرفته شده‌است. رشدی مانند کتاب‌های قبلی‌اش از واقع‌گرایی جادویی استفاده کرد و برای خلق شخصیت‌هایش بر رویدادها و افراد معاصر تکیه کرد. این عنوان به غرانیق اشاره دارد؛ گروهی از آیات قرآنی دربارهٔ سه الههٔ بت‌پرستان مکه: لات، عزی و منات. بخشی از داستان که به «آیات شیطانی» می‌پردازد، بر اساس روایت‌های مورخان واقدی و طبری بوده‌است.
آیات شیطانی در بریتانیا بازخوردهای مثبتی دریافت کرد و به مرحله نهایی جایزه ادبی من بوکر ۱۹۸۸ رسید (جایزه نهایی به اسکار و لوسیندا اثر پیتر کری تعلق گرفت) و جایزه ویتبرد را در سال ۱۹۸۸ را برای رمان سال دریافت کرد. این کتاب با جنجال‌های بزرگی روبرو شد و مسلمانان آن را به توهین، کفرگویی و تمسخر گرفتن دین‌شان متهم کردند. خشم مسلمانان باعث شد که روح‌الله خمینی، رهبر وقت جمهوری اسلامی، با صدور فتوایی حکم مرگ رشدی را صادر کند. نتیجه آن چندین سوءقصد نافرجام علیه رشدی — که توسط دولت بریتانیا تحت حمایت پلیس قرار گرفت — و حمله به چندین فرد مرتبط، از جمله قتل هیتوشی ایگاراشی — مترجم ژاپنی کتاب — بود.

## داستان کتاب
رمان در قالب رئالیسم جادویی نوشته شده و روایت اصلی داستان آمیخته با رشته‌ای از جستارهای فرعی است که در قالب رؤیاهای یکی از شخصیت‌های اصلی داستان بازگو می‌شود. روایت اصلی، همچون دیگر داستان‌های رشدی، شامل ترک وطن کردگان هندی در انگلستان امروز می‌شود. هواپیمایی از هند که توسط گروهی از سیکها ربوده شده، بر فراز انگلیس منفجر و تمام سرنشینان آن به جز دو هنرپیشهٔ هندی مسلمان که قهرمان‌های اصلی داستان می‌باشند کشته می‌شوند. نفر نخست جبرئیل فرشته نام دارد، هنرپیشهٔ سرشناس بالیوود که نقش تخصصیش بازی در نقش خدایان هندوست و دیگری صلاح‌الدین چمچان فرزند یک بازرگان که ملیت هندی خویش را کنار گذارده و به‌عنوان دوبلور در انگلیس فعالیت می‌کند. به‌دنبال این انفجار هر دو داخل کانال آبی سقوط کرده و به‌طرز جادویی نجات می‌یابند. در یک دگرگونی معجزه‌آسا، جبرئیل فرشته واقعاً هویت جبرئیل (برترین فرشته مقرب در ادیان ابراهیمی که او را رابط میان خداوند و پیامبران می‌دانند) را می‌گیرد و چمچا نیز هویت یک روح پلید.
پس از یافته‌شدن در ساحل، چمچا توسط پلیس به ظن مهاجر غیرقانونی بودن دستگیر می‌شود، درحالی‌که جبرئیل بی‌تفاوت جریان را نظاره می‌کند.
دو قهرمان برای بازیابی زندگی خود تلاش می‌کنند. جبرئیل در جستجوی عشق گمشدهٔ خویش، کوهنوردی با نام الی کن را می‌یابد، ولی بیماری روانی او بر پیوندشان سایه می‌افکند. صلاح‌الدین نیز که به‌گونه‌ای معجزه‌آسا ساختار انسانی خویش را بازیافته، به‌دنبال کینه‌جویی از جبرئیل برای واگذاشتن او پس از واقعهٔ سقوط از هواپیمای ربوده شده‌است. او این اندیشه را با افروختن آتش حسد در جبرئیل و نابودسازی رابطه‌اش با الی عملی می‌سازد. در تنگنای دیگری در داستان، جبرئیل بر آنچه صلاح‌الدین انجام داده آگاه می‌شود، ولی او را می‌بخشد و حتی جانش را نجات می‌دهد.
هر دوِی آن‌ها به هند بازمی‌گردند. جبرئیل که هنوز از بیماریش رنج می‌برد در یک طغیان حسادتی دیگر الی را به قتل می‌رساند و سپس خودکشی می‌کند. صلاح‌الدین نیز که نه‌تنها مورد بخشایش جبرئیل قرارگرفته، بلکه با پدر و نیز هویت هندی فراموش شده‌اش به آشتی رسیده، برآن می‌شود که در هند باقی بماند.

### بخش‌های روایی رؤیاها
یک رشته از حکایات رؤیا روایی نیمه جادویی پرداخته‌شده در ذهن بیمار جبرئیل فرشته در درون داستان جای گرفته و با جزئیات مرتبط فراوان و نیز مایه‌های متعارفی از وحی الهی، ایمان و تعصّبات مذهبی و همچنین تشکیکات به‌هم پیوند خورده‌است.
یکی از این حکایات فرعی شامل بیشترین عناصری‌است که برای مسلمانان توهین‌آمیز تلقی گردیده‌است. این حکایت شامل بازگویی دگرگون شدهٔ زندگی محمد (در رمان با نام «محوند» یا «پیامبر») در شهر مکه (در رمان با نام «جاهلیه») است. در میان این حکایت، بخش آیات شیطانی روایت می‌شود که در آن پیامبر ابتدا خبر از وحی آیاتی در پشتیبانی از بت‌های شرک‌آلود دیرینه می‌دهد ولی بعد آن را لغزشی برخاسته از القائات شیطانی عنوان می‌دارد. دو شخصیت نیز در حکایت معرفی می‌گردند که به مخالفت با «پیامبر» می‌پردازند: یکی زن کاهن بی‌دین شیطان‌صفتی با نام «هند» است و دیگری شاعری‌است بذله‌گو، گمان‌مند و هتاک با نام «بَلع». وقتی پیامبر پیروزمندانه به شهر بازمی‌گردد، بَلع خودرا در یک روسپی‌خانهٔ زیرزمینی که در آن روسپی‌ها نام همسران پیامبر را بر خویش نهاده‌اند، پنهان می‌سازد. همچنین یکی از صحابه (سلمان)پیامبر در تشکیک صحت گفتار او، مدعی می‌شود که پیامبر در بخش‌هایی از قرآن در حین وحی زیرکانه دستکاری کرده‌است.
بخش دوم داستان عایشه، رعیت هندی را به تصویر می‌کشد که مدعی می‌شود از جبرئیل (فرشتهٔ مقرب) بدو وحی می‌شود. او همهٔ عوام روستایش را اغفال می‌کند تا با پای پیاده آهنگ سفری از برای زیارت به‌سوی مکه کنند، با این ادعا که می‌توانند پیاده از دریای عربی بگذرند. این زیارت هنگامی‌که باورمندان همه پا به دریا گذارده و ناپدید می‌شوند به پایانی مصیبت‌بار می‌انجامد. در این میان شاهدان واقعه، شرح‌های ضدونقیضی از غرق شدن یا گذر معجزه‌وار این افراد از آب ارائه می‌دهند.
بخش سوم رؤیا یک رهبر مذهبی متحجر تبعیدی، با نام «امام» را در اواخر قرن بیستم به تصویر می‌کشد. این شخصیت کنایه‌ای شفّاف به زندگی روح‌الله خمینی در زمان تبعیدش در پاریس دارد ولی همچنین با دست‌مایه‌های اصلی راوی بازگشت‌کننده به شخصیت پیامبر در ارتباط است.

## دربارهٔ ریشه کتاب
این کتاب در سبکی شبیه به سبک رئالیسم جادویی نوشته شده‌و بخشی از آن از یک ماجرای صدر اسلام مشهور به غرانیق الهام گرفته‌است. ماجرای غرانیق که در تعدادی از کتاب‌های تاریخ اسلام به مانند تاریخ طبری آمده‌است شرح آیاتی است که توسط شیطان در دهان محمد پیامبر اسلام در حال خواندن سوره نجم در دوران زندگی در مکه قرار داده می‌شود و محمد سپس توسط جبرئیل از وحی نبودن این آیات و شیطانی بودن آن مطلع می‌گردد. بیشتر مسلمانان دوران معاصر تا پیش از انتشار رمان آیات شیطانی در دهه ۱۹۸۰ میلادی، از این ماجرا اطلاعی نداشتند.

## حوادث پیرو نشر کتاب
«صدور حکم مرگ برای انتشار یک اثر ادبی، نقض جدی آزادی بیان است.»
توماس ریاد، رئیس آکادمی سلطنتی سوئد

چاپ اول آیات شیطانی توسط پنگوئن واکینگ در ۲۶ سپتامبر ۱۹۸۸ مصادف با دوشنبه، ۴ مهر ۱۳۶۷ در انگلیس و چاپ دوم آن در ۲۲ فوریه ۱۹۸۹ مصادف با چهارشنبه، ۳ اسفند ۱۳۶۷ در آمریکا منتشر شد. پس از انتشار، این کتاب تحسین قابل توجهی از منتقدان در انگلیس به دست آورد. در ۸ نوامبر ۱۹۸۸، این اثر جایزه ویتبرد را برای رمان سال، به ارزش ۲۰۰۰۰ پوند دریافت کرد. به گفته یکی از ناظران، «تقریباً همه منتقدان انگلیسی کتاب» از ارتباط کتاب با اسلام بی‌اطلاع بودند، زیرا رشدی از نام ماهوند به جای محمد برای فصل اسلام خود استفاده کرده‌است.
قبل از انتشار آیات شیطانی، ناشر «اخطارهایی از مشاور تحریریه ناشر» دریافت کرد که ممکن است کتاب مورد بحث باشد. بعدها، رشدی در مورد زمانی که کتاب در شرف انتشار بود، گفت: «انتظار داشتم چند آخوند آزرده شوند، من را نام ببرند و بعد بتوانم در ملاء عام از خودم دفاع کنم. راستش هرگز انتظار چنین چیزی را نداشتم.»
کمتر از یک ماه پس از انتشار کتاب ورود و فروش آن در هند ممنوع اعلام شد. بلافاصله کشورهای بنگلادش، سودان و آفریقای جنوبی نیز کتاب را ممنوع کردند. پس از آن هم در سریلانکا، ولی ماه‌ها پس از انتشار کتاب در اواسط ماه فوریهٔ سال ۱۹۸۹ به‌دنبال آشوب‌های خشونت‌آمیز برپاشده ضد کتاب در پاکستان، رُشدی در ۱۴ فوریه ۱۹۸۹ مصادف با سه شنبه، ۲۵ بهمن ۱۳۶۷ در یک حکم شرعی از سوی خمینی مرتد اعلام شد و از مسلمانان خواسته شد که او را بکشند تا دیگر کسی جرأت اهانت را پیدا نکند. چندی بعد مؤسسه‌ای در تهران به نام بنیاد پانزده خرداد برای کسی که رشدی را بکشد جایزه‌ای بیست میلیون تومانی (حدود ۱۷۰ هزار دلار بر اساس نرخ بازار آزاد) برای ایرانیان و یک میلیون دلاری برای خارجی‌ها تعیین کرد؛ فتوایی که باعث شد سال‌ها بعد کارگردان فیلم ۲۰۱۲ «رولند امریش» از پخش صحنهٔ تخریب کعبه در فیلم خود منصرف شود. این جایزه در چند مرحله افزایش یافت و آخرین بار توسط حسن صانعی نماینده ولی فقیه و سرپرست بنیاد به سه میلیون و سیصد هزار دلار رسید.
به‌عقیده برنارد لوئیس، خاورشناس، خمینی در صادر کردن این فتوا و تشویق مسلمانان به کشتن سلمان رشدی به‌شکل قابل ملاحظه‌ای از سنت رایج اسلامی فاصله گرفته‌است. به گفتهٔ او اکثریت فقها به صورت تاریخی معتقدند که شخصی که به ارتداد متهم می‌شود باید به محکمه قضاوت آورده شود، اتهام او بیان شده و سپس فرصت دفاع به او داده شود. پس از طی این مراحل قاضی حکم را در مورد او صادر می‌کند. وجود این مراحل لازم است زیرا به‌گفتهٔ لوئیس هدف فقه اسلامی اجرای عدالت و قانون است و نه اعلام حکم بدون محاکمه و ایجاد ترس در میان افراد. اما دیدگاه اقلیت فقها این بوده‌است که توهین یک مسلمان به پیامبر اسلام آنقدر بزرگ است که نیازی به برپایی دادگاه نیست. این گروه اقلیت نظر خود را بر پایهٔ حدیثی (که صحتش مورد اختلاف است) قرار می‌دهند که محمد در آن اعلام می‌کند که «هر کسی که به من توهین بکند و مسلمانی آن را بشنود، باید فوراً شخص توهین‌کننده را بکشد.» به‌گفتهٔ لوئیس حتی در بین فقهایی که صحت این حدیث را می‌پذیرند، اختلاف نظر وجود دارد و برخی از آن‌ها صدور حکم کشتن بدون انجام تشریفات را حرام دانسته و معتقدند کسی که کشتن را مرتکب شود باید خود مجازات شود. گروه دیگر از این اقلیت فقها به این نکته اشاره می‌کنند که بر اساس حدیث ذکر شده کشتن شخص توهین‌کننده به محض شنیدن توهین، نه اینکه توصیه شده باشد بلکه واجب است و انجام ندادن آن گناه محسوب می‌شود. به‌گفتهٔ لوئیس حتی محافظه‌کارترین و پرشدت‌ترین فقها که رأی به کشتن کسی که در حضور و روبروی مسلمانی به محمد توهین می‌کند را می‌دهند، تا آن حد پیش نمی‌روند که حکمی راجع به درخواست برای کشتن کسی را که در کشوری دیگر گزارش توهینش آمده‌است بدهند. بدین سان دیدگاه خمینی در تاریخ اسلام کم سابقه می‌باشد.
پس از فرمان روح‌الله خمینی مبنی برکشتن سلمان رشدی افرادی در صدد اجرای این حکم برآمدند از جمله «مصطفی مازح» جوان لبنانی که پیش از همه توانسته بود با پاسپورت فرانسوی وارد هتل محل اقامت سلمان رشدی شود ولی در روز حادثه با انفجار زودهنگام بمبی که برای کشتن رشدی کار گذاشته بود، از هدفش بازماند و کشته شد.
کتاب رفته‌رفته در کنیا، تایلند، تانزانیا، اندونزی، سنگاپور و نهایتاً ونزوئلا ممنوع گشت.
در سال ۱۹۹۱ مترجم آیات شیطانی به ژاپنی، هیتوشی ایگاریشی در توکیو با ضربات چاقو کشته شد، و به مترجم ایتالیایی کتاب هم در میلان حمله شد. در سال ۱۹۹۳ ناشر نروژی کتاب مورد حمله مسلحانه قرار گرفت. در همین سال عزیز نسین مترجم کتاب به ترکی در هتلی در شهر سیواس مورد حمله قرار گرفت. هرچند نسین توانست از هتل فرار کند ولی در پی به آتش کشیده شدن هتل ۳۳ نفر کشته شدند. این واقعه به کشتار سیواس معروف شد. دفتر نشر «نیما» که ترجمه فارسی این کتاب را منتشر کرده بود به آتش کشیده شد و نیما نعمتی مدیر این انتشارات بارها تهدید شد. سردبیر مجلهٔ «خلق» چاپ سلیمانیه که بخشی از ترجمهٔ کردی این کتاب را در سال ۲۰۱۰ منتشر کرده بود هدف حملهٔ مسلحانه قرار گرفت. سردبیر از این حادثه جان سالم بدر برد ولی برمک بهداد مترجم کتاب از آن زمان پنهان شده‌است در حالی‌که تعدادی از روحانیون سلیمانیه و اربیل حکم قتل وی را صادر کرده‌اند.
عبدالکریم سروش در یک سخنرانی با ذکر این مسئله که توهین و ناسزا از مقوله آزادی بیان نیست و در واقع نوعی عمل است، دربارهٔ کتاب سلمان رشدی چنین گفت:
 در قصه سلمان رشدی، فارغ از هرگونه داوری، عده‌ای از او دفاع کردند و گفتند مسئله آزادی بیان است، ولی واقعاً این‌طور نیست. سلمان رشدی به پیامبر اسلام ناسزا گفته و اهانت کرده بود. او از آزادی بیان استفاده نکرده بود.
عطاالله مهاجرانی کتابی را در ردّ کتاب آیات شیطانی به چاپ رسانده‌است.
در سال ۱۳۸۳ خورشیدی، سید علی خامنه‌ای رهبر کنونی نظام جمهوری اسلامی در پیامی به زائران مکه بر واجب بودن کشتن سلمان رشدی تأکید کرد و حکم خمینی را غیرقابل تغییر خواند. لازم است ذکر شود که فروش این کتاب در ایران ممنوع است.

## ترجمه و نشر فارسی
این کتاب توسط روشنک داریوش به فارسی ترجمه شده‌است.
کتاب ابتدا توسط انتشارات نیما و اخیراً توسط انتشارات آوای بوف منتشر شده‌است.
- آیات شیطانی، انتشارات نیما آلمان، آلمان: نسخه چاپی، ۱۹۹۲
- آیات شیطانی، انتشارات آوای بوف، دانمارک: نسخه الکترونیکی
- آیات شیطانی، انتشارات آوای بوف، دانمارک: کتاب صوتی